# Tim Maeyens
Tim Maeyens, né le 23 août 1981 à Bruges, est un rameur Belge dont la discipline de prédilection est le skiff.

## Biographie

### 1990-1999: Les premières années
Tim Maeyens a commencé l'aviron dès son plus jeune âge. Dès ses 16 ans, il entreprit ses premières courses internationales, réalisant presque immédiatement d'excellentes performances : en effet, en 1997, sa première sélection en équipe nationale à la Coupe de la Jeunesse en double avec Justin Gevart se solda par une médaille de bronze. L'année suivante, Tim Maeyens décrocha une place en finale du quatre de couple aux Championnats du Monde Juniors, associé à Nicolas Bleret, Wouter Van der Fraenen et Justin Gevaert. Lors de sa dernière année en tant que Junior, il décrocha une médaille de bronze en skiff aux Championnats du monde.

### 2000-2004: Première finale olympique
Le temps d'entamer ses études universitaires comme bio-ingénieur à l'Université de Gand, Tim disparu des plans d'eau un petit moment avant de refaire son apparition, en double d'abord aux côtés de Christophe Raes en 2002, aux côtés d'Arnaud Duchesne ensuite en 2003, avant de jeter les bases d'une longue carrière en skiff en 2004, une année exceptionnelle qui commença par une qualification pour les Jeux olympiques, une victoire à la Hollandbeker devant les futurs médaillés olympiques, ainsi qu'une participation à la finale des Jeux olympiques dans laquelle il termina 6e.

### 2005-2008: quatrième à Pékin
Diplômé comme bio-ingénieur en 2005, Tim Maeyens possède depuis un contrat comme sportif professionnel auprès du BLOSO. Durant les années qui suivirent sa première finale olympique, Tim Maeyens se classa de systématiquement en finale du skiff à une exception près. En 2008, il entama la saison en double aux côtés de Christophe Raes afin de déterminer si les chances de médailles étaient plus élevées dans cette catégorie, avant de revenir au skiff pour se classer 4e de la finale du skiff messieurs aux Jeux olympiques de Pékin.

### 2009-2012: Londres
Tim Maeyens a réaffirmé sa motivation à l'issue des Jeux olympiques de Pékin et ambitionne maintenant des places sur le podium lors des quatre prochaines années, soit aux Championnats du monde, soit aux Jeux de Londres.

## Palmarès
- record olympique aux Jeux olympiques de 2012 à Londres,  Royaume-Uni, en 6:42.52

### Jeux olympiques
- 6e en skiff des Jeux olympiques de 2004 à Athènes,  Grèce
- 4e en skiff des Jeux olympiques de 2008 à Pékin,  Chine
- 12e en skiff des Jeux olympiques de 2012 à Londres,  Royaume-Uni

### Championnats du monde
- 6e en quatre de couple des Championnats du monde Juniors 1998 à Linz,  Autriche
- médaille de bronze Médaille de bronze en skiff des Championnats du monde Juniors 1999 à Plovdiv,  Bulgarie
- 14e en double des Championnats du monde -23 ans 2002 à Gênes,  Italie
- 14e en double des Championnats du monde 2003 à Milan,  Italie
- 4e en skiff des Championnats du monde 2005 à Gifu,  Japon
- 5e en skiff des Championnats du monde 2006 à Eton,  Angleterre
- 7e en skiff des Championnats du monde 2007 à Munich,  Allemagne
- 4e en skiff des Championnats du monde 2009 à Poznań,  Pologne
- 11e en skiff des Championnats du monde 2010 à Hamilton,  Nouvelle-Zélande

### Championnats d'Europe
- 13e en quatre de couple des Championnats d'Europe 2009 à Montemor-o-Velho,  Portugal
- 5e en quatre de couple des Championnats d'Europe 2009 à Brest,  Biélorussie

### Coupes du monde
- 2003
  - 19e en double de la Coupe du monde III 2003 à Lucerne,  Suisse
- 2004
  -  en skiff de la Coupe du monde III à Munich,  Allemagne
  - 7e en skiff de la Coupe du monde I à Poznań,  Pologne
- 2005
  - 13e en skiff de la Coupe du monde III à Lucerne,  Suisse
  - 16e en skiff de la Coupe du monde I à Eton,  Angleterre
- 2006
  - 8e en skiff de la Coupe du monde III à Lucerne,  Suisse
  - 10e en skiff de la Coupe du monde I à Munich,  Allemagne
- 2007
  - 12e en skiff de la Coupe du monde III à Lucerne,  Suisse
  - 16e en skiff de la Coupe du monde I à Linz,  Autriche
- 2008
  - 5e en skiff de la Coupe du monde III à Poznań,  Pologne
  - 8e en double de la Coupe du monde II à Lucerne,  Suisse
  - 6e en double de la Coupe du monde I à Munich,  Allemagne
- 2009
  -  en skiff de la Coupe du monde III à Lucerne,  Suisse
  - 12e (non participation à la finale B) en double de la Coupe du monde II à Munich,  Allemagne
  -  en skiff de la Coupe du Monde I à Banyoles,  Espagne
- 2010
  - 12e en skiff de la Coupe du monde III à Lucerne,  Suisse
  - 8e en quatre de couple de la Coupe du monde II à Munich,  Allemagne
  - 7e en quatre de couple de la Coupe du monde I à Bled,  Slovénie

### Autres régates internationales
- 1997
  -  médaille de bronze en double à la Coupe de la Jeunesse 1997 à Nottingham,  Angleterre
- 2004
  -  médaille d'or en skiff à la Hollandbeker à Amsterdam,  Pays-Bas
- 2008
  -  médaille de bronze en skiff à la Holland Beker à Amsterdam,  Pays-Bas
- 2009
  - 3e en skiff au Billy Webb Challenge à Wanganui,  Nouvelle-Zélande
  -  médaille d'or en huit à la Head of the Charles à Boston,  États-Unis
  -  médaille d'argent en double à la Head of the Charles à Boston,  États-Unis
  - Demi-finales en skiff à la régate royale de Henley,  Angleterre
  -  médaille d'or en huit à la Head of the River Race à Londres,  Angleterre
  -  médaille d'or en skiff à la Huegelregatta à Essen,  Allemagne
- 2010
  -  médaille d'argent en skiff à la Hollandbeker à Amsterdam,  Pays-Bas

### Championnats de Belgique
Les Championnats de Belgique ont lieu systématiquement à Hazewinkel,  Belgique en avril pour les bateaux courts, et en septembre pour les bateaux longs.
- 1998
  -  médaille d'or en skiff juniors
- 1999
  -  médaille d'or en skiff juniors
- 2002
  -  médaille d'or en double messieurs
- 2003
  -  médaille d'or en skiff messieurs
  -  médaille d'or en double messieurs
- 2004
  -  médaille d'or en skiff messieurs
- 2005
  -  médaille d'or en skiff messieurs
- 2007
  -  médaille d'or en skiff messieurs
- 2008
  -  médaille d'or en skiff messieurs
- 2009
  -  médaille d'or en skiff messieurs
  -  médaille d'or en double messieurs
  -  médaille d'argent en quatre sans barreur messieurs

## Récompenses
- Élu sportif de l'année 2008 de la Province de Flandre-Occidentale